# جامع المجيد (الأنبار)
جامع المجيد من مساجد العراق الحديثة، ويقع في منطقة الملعب قرب دور البوسودة، في قضاء الرمادي في محافظة الأنبار، وبني في عام 1426هـ/2005م، على نفقة المتبرع (محمد وصالح حماد عبد)، وتبلغ مساحة الجامع 550م2، ويحتوي الحرم على مصلى تبلغ مساحته 440م2، ويتسع لأكثر من 400 مصل، وتقام فيه صلاة الجمعة وصلاة العيدين والصلوات الخمس.
وتعلو الحرم قبة كبيرة خضراء اللون، وتحيطهُ النوافذ من كل جانب، ونوافذهُ بنيت على الطراز الإسلامي، ومقابل الحرم فسحة وطارمة.